# Leichtathletik-Weltmeisterschaften 2019/Teilnehmer (Iran)
| Gelbes Symbol für Goldmedaillen mit stilisierten Olympischen Ringen | Graues Symbol für Silbermedaillen mit stilisierten Olympischen Ringen | Braundes Symbol für Bronzemedaillen mit stilisierten Olympischen Ringen |
| ------------------------------------------------------------------- | --------------------------------------------------------------------- | ----------------------------------------------------------------------- |
| —                                                                   | —                                                                     | —                                                                       |

Der Leichtathletikverband der Islamischen Republik Iran nahm an den Leichtathletik-Weltmeisterschaften 2019 in Doha teil. Drei Athleten wurden vom iranischen Verband nominiert.

## Ergebnisse

### Männer

#### Laufdisziplinen
| Athlet         | Disziplin    | Vorlauf | Vorlauf | Halbfinale | Halbfinale | Finale | Finale |
| Athlet         | Disziplin    | Zeit    | Platz   | Zeit       | Platz      | Zeit   | Platz  |
| -------------- | ------------ | ------- | ------- | ---------- | ---------- | ------ | ------ |
| Hassan Taftian | 100 m        | 10,24 s | 27      | DNQ        | DNQ        | –      | –      |
| Mahdi Pirjahan | 400 m Hürden | 50,46 s | 25      | DNQ        | DNQ        | –      | –      |

#### Sprung/Wurf
| Athlet       | Disziplin  | Qualifikation | Qualifikation | Finale     | Finale |
| Athlet       | Disziplin  | Weite/Höhe    | Platz         | Weite/Höhe | Platz  |
| ------------ | ---------- | ------------- | ------------- | ---------- | ------ |
| Ehsan Hadadi | Diskuswurf | 64,84 m       | 5             | 65,16 m    | 7      |